# Museu Nacional de Lusaka
El Museu Nacional de Lusaka és un museu públic situat a Independence Avenue, en Lusaka (Zàmbia), i és un dels quatre museus nacionals del país, creat com a estratègia turística, cultural i educacional. Les seves galeries s'ocupen de la història i la cultura nacionals i disposa de dues galeries en sengles pisos. Va ser instituït a l'octubre de 1996. Compta amb un departament d'educació que ofereix suport a col·legis, organitza visites entre institucions educatives i grups interessats i realitza publicacions.
La galeria inferior està dedicada a art contemporani nacional des 1964, any de la independència de Zàmbia, mentre que la superior exposa objectes històrics i relata la història de Zàmbia des de l'Antiguitat i la seva cultura popular.
L'edifici també compta amb una petita biblioteca, una sala de conferències i un quiosc. Des de les 9 del matí fins a les 4 i mitja de la tarda. Tanca durant els períodes de vacances locals.